# Édouard Honoré de Lyle de Taulanne
Édouard Honoré Amable de Lyle de Taulanne est un homme politique français né le 18 septembre 1779 à Grasse (Alpes-Maritimes) et décédé le 18 août 1858 à La Martre (Var).

## Famille
Édouard Honoré naît à Grasse le 6 août 1779. Il appartient à la Famille de Lyle de Taulanne de la noblesse du Pays de Grasse.
Il est le fils de Louis-Auguste de Lyle de Taulanne et de Madeleine-Prudence de Forbin-Gardanne. 
Il épouse le 20 octobre 1806 Vve Adèle de Ponteves-Bargème leur fille Louise épouse le 28 août 1834 Romée de Villeneuve,.

## Biographie
Marquis de Taulanne, propriétaire, maire de La Martre, il est député du Var de 1821 à 1830, siégeant dans la majorité soutenant les gouvernements de la Restauration. Il démissionne en 1830, pour ne pas prêter serment à la monarchie de Juillet.

## Armoiries
| Armes | Famille Lyle-Taulanne |
| ----- | --- |
|       | D'azur, à deux palmes d'or, posées en pal, adossées, accompagnées en chef, entre les deux palmes, d'une étoile du même. Devise : Evehunt ad sidera palma, en français : Élevez le palmier vers les étoiles. Cri de guerre : ANJ May en écossais. En français : Il m'est permis. Couronne : de marquis, (titre de courtoisie) Supports : deux chats noirs, un coq surmonte leurs armes. |